# Gabriele Becker
Gabriele »Gaby« Becker, nemška atletinja, * 17. april 1975, Marburg, Zahodna Nemčija.
Ni nastopila na poletnih olimpijskih igrah. Na svetovnih prvenstvih je osvojila bronasto medaljo v štafeti 4x100 m leta 1995.